# Sociedad Estatal de Participaciones Industriales
La Sociedad Estatal de Participaciones Industriales, anche nota semplicemente come SEPI, è una holding statale spagnola, il cui scopo è la gestione di partecipazioni societarie statali, e che si caratterizza come fondo sovrano.
La SEPI è stata preceduta dall'Instituto Nacional de Industria (INI) e dall'Instituto Nacional de Hidrocarburos (INH). Il 16 giugno 1995, la SEPI è stata creata con una ristrutturazione provvisoria autorizzata dal Decreto 5/1995. Il 10 gennaio 1996, la SEPI è stata ratificata con la Legge del Parlamento n. 5/1999 che prevedeva la creazione di diverse entità giuridiche pubbliche e la soppressione dell'INI e dell'INH.
La SEPI è un ente di diritto pubblico, le cui attività sono regolate dall'ordinamento giuridico privato, che appartiene al Ministero delle Finanze e dipende direttamente dal ministro, il quale nomina il Presidente della SEPI.

## Partecipazioni
SEPI ha una partecipazione diretta e di maggioranza in diciannove società, che costituiscono il Grupo SEPI. I suoi dipendenti sono circa 85.626. Ha anche una partecipazione nella Corporación Radiotelevisión Española (RTVE). SEPI detiene anche partecipazioni dirette di minoranza in sette società e partecipazioni indirette in più di 100 società.
Il Gruppo SEPI ha quattro divisioni. Si tratta delle divisioni energia, difesa, agroalimentare e ambiente e investimenti nell'industria delle comunicazioni.
La divisione energia comprende ENSA, un operatore di energia nucleare; il gruppo ENUSA, un produttore di combustibile nucleare; il gruppo HUNOSA, un'entità di estrazione del carbone; e il gruppo SEPIDES per la consulenza energetica. SEPI detiene anche partecipazioni di minoranza in Enagás, il fornitore nazionale di gas in Spagna; ENRESA, un'azienda che tratta residui nucleari (SEPI al 20% e CIEMAT all'80%); e la Red Eléctrica de España (Redeia; SEPI al 20% e capitale flottante all'80%), il fornitore nazionale di elettricità.
La divisione difesa comprende DEFEX, per l'esportazione di attrezzature per la difesa e la consulenza in materia di sicurezza, e Navantia, per le costruzioni militari e civili. SEPI detiene partecipazioni di minoranza in EADS Aircraft NV e Hispasat per le comunicazioni satellitari.
La divisione agroalimentare e ambientale comprende il tabacco CETARSA, l'Ippodromo della Zarzuela; la consulenza e la gestione di progetti Mayasa; il gruppo Mercas, per i mercati all'ingrosso; gli investimenti nel settore alimentare SAECA; il gruppo TRAGSA, per lo sviluppo rurale e agricolo, e Alimentos y Aceites, produttore di alimenti pregiati e olio d'oliva. Alimentos y Aceites detiene quote di Ebro Foods, che produce e vende salse per riso e pasta.
La divisione dell'industria della comunicazione comprendeva l'Agencia EFE, un'agenzia di stampa; la RTVE, l'emittente statale, comprendente l'Ente Público RTVE, un servizio di informazione pubblica che promuove la partecipazione dei cittadini, e il gruppo Correos, il servizio postale nazionale.
Il Gruppo SEPI ha una supervisione del fondo sociale Fundación SEPI, che organizza tirocini, prestiti agli studenti e sovvenzioni per la formazione tecnica e le attività di sviluppo aziendale.
Il gruppo SEPI detiene azioni indirette in più di cento imprese commerciali e mantiene alcune partecipazioni di minoranza in International Airlines Group (IAG, ex Iberia/BA) e España, Expansión Exterior (società spagnola di sviluppo delle esportazioni con attività di consulenza, finanza e assistenza tecnica sui mercati esteri).
Nel febbraio 2022, SEPI ha ricevuto l'autorizzazione ad aumentare la sua partecipazione in Indra Sistemas fino al 28%; successivamente ha mantenuto una partecipazione del 25,2%.
Nel dicembre 2023, SEPI ha annunciato l'intenzione di acquisire una partecipazione fino al 10% in Telefónica per un valore di 2,2 miliardi di dollari. L'operazione si è conclusa nel maggio 2024.

### Partecipazioni attuali

#### Partecipazioni maggioritarie
| Azienda                  | Settore                    | Partecipazione |
| ------------------------ | -------------------------- | -------------- |
| Agencia EFE              | Giornalismo                | 100%           |
| CETARSA                  | Agricoltura                | 79,18%         |
| Cofivacasa               | Finanza                    | 100%           |
| Correos                  | Posta                      | 100%           |
| ENSA                     | Energia                    | 78,75%         |
| ENUSA                    | Energia                    | 60%            |
| Ippodromo della Zarzuela | Intrattenimento e Sport    | 95,78%         |
| HUNOSA                   | Miniera                    | 100%           |
| Mayasa                   | Agricoltura                | 100%           |
| Mercasa                  | Distribuzione alimentaria  | 51%            |
| Navantia                 | Costruzione navale, Difesa | 100%           |
| Saeca                    | Agricoltura                | 80%            |
| SEPIDES                  | Promozione commerciale     | 100%           |
| RTVE                     | Televisione                | 100%           |
| Tragsa                   | Agricoltura                | 51%            |

#### Partecipazioni minoritarie
| Azienda                      | Settore                          | Partecipazione |
| ---------------------------- | -------------------------------- | -------------- |
| Airbus                       | Aerospaziale, Difesa             | 4,1%           |
| Ebro Foods                   | Alimentare                       | 10,36%         |
| Enagás                       | Energia                          | 5%             |
| ENRESA                       | Gestione dei rifiuti radioattivi | 100%           |
| EPICOM                       | Sicurezza digitale               | 40%            |
| Hispasat                     | Satellitare, Telecomunicazioni   | 7,41%          |
| Indra Sistemas               | Tecomunicazioni                  | 28%            |
| International Airlines Group | Aviazione                        | 2.53%          |
| Redeia                       | Energia                          | 20%            |
| Telefónica                   | Telecomunicazioni                | 10%            |

## Attività di privatizzazione della SEPI
| Azienda                              | Operazione                                                                          | Data       | Partito al governo |
| ------------------------------------ | ----------------------------------------------------------------------------------- | ---------- | ------------------ |
| Aceralia                             | Vendita diretta concorrenziale, offerta pubblica iniziale                           | 28/07/1997 | Popolare           |
| AENA                                 | Vendita diretta concorrenziale del 49% delle azioni, offerta pubblica iniziale      | 19/02/2015 | Popolare           |
| Aerolíneas Argentinas                | Vendita diretta concorrenziale                                                      | 02/10/2001 | Popolare           |
| Aldeasa                              | Acquisizione istituzionale (SEPPA), accordo specifico                               | 24/07/1997 | Popolare           |
| Almagrera                            | Vendita diretta concorrenziale                                                      | 11/10/1996 | Popolare           |
| Altadis (Tabacalera)                 | IPA, Accordo commerciale stipulato                                                  | 03/03/1998 | Popolare           |
| Banco Bilbao Vizcaya Argentaria      | Offerta pubblica iniziale                                                           | 19/12/1997 | Popolare           |
| Astander                             | Vendita diretta concorrenziale                                                      | 21/10/1999 | Popolare           |
| Auxini                               | Management buyout                                                                   | 01/02/1996 | Popolare           |
| Casa                                 | Integrazione in un gruppo europeo                                                   | 26/11/1999 | Popolare           |
| Clinisas                             | Vendita diretta concorrenziale                                                      | 30/09/2005 | Socialista Operaio |
| Comee                                | Asta pubblica                                                                       | 10/07/1998 | Popolare           |
| Conversión Aluminio                  | Vendita diretta concorrenziale                                                      | 16/02/2001 | Popolare           |
| Coosur                               | Vendita diretta concorrenziale                                                      | 24/05/2002 | Popolare           |
| Cope                                 | Management buyout                                                                   | 10/04/2000 | Popolare           |
| E.N. Elcano                          | Vendita diretta concorrenziale                                                      | 11/07/1997 | Popolare           |
| Enagás                               | Vendita diretta                                                                     | 21/03/1997 | Popolare           |
| Enatcar                              | Vendita diretta concorrenziale                                                      | 29/07/1999 | Popolare           |
| ENCE                                 | Gara diretta per l'acquisizione istituzionale                                       | 15/06/2001 | Popolare           |
| Endesa                               | Offerta pubblica iniziale, Offerta pubblica di acquisto                             | 02/07/1997 | Popolare           |
| Expasa                               | Asta pubblica di beni immobili                                                      | 05/11/2001 | Popolare           |
| Ferroperfil                          | Vendita diretta concorrenziale                                                      | 24/07/1997 | Popolare           |
| Gas Natural                          | Acquisizione istituzionale                                                          | 27/09/1996 | Popolare           |
| Grupo BBE                            | Vendita diretta concorrenziale                                                      | 04/02/2000 | Popolare           |
| Grupo ENA                            | Vendita diretta concorrenziale                                                      | 28/05/2003 | Popolare           |
| Grupo UPO Potasas                    | Vendita diretta concorrenziale                                                      | 28/07/1998 | Popolare           |
| Hijos de J. Barreras                 | Vendita diretta concorrenziale                                                      | 28/07/1997 | Popolare           |
| Iberia                               | Alianza Industrial, offerta pubblica iniziale istituzionale                         | 02/07/1997 | Popolare           |
| Icsa/Aya                             | Vendita diretta concorrenziale                                                      | 26/02/1999 | Popolare           |
| Indra Sistemas                       | Alianza Industrial, offerta pubblica iniziale                                       | 13/05/1998 | Popolare           |
| Inespal                              | Vendita diretta concorrenziale                                                      | 24/07/1997 | Popolare           |
| Infoleasing                          | Vendita diretta concorrenziale                                                      | 12/09/1997 | Popolare           |
| Inima                                | Vendita diretta concorrenziale                                                      | 03/04/1998 | Popolare           |
| Inisas                               | Vendita diretta concorrenziale                                                      | 30/09/2005 | Socialista Operaio |
| Initec                               | Vendita diretta concorrenziale                                                      | 23/04/1999 | Popolare           |
| Iongraf                              | Vendita diretta                                                                     | 13/12/1996 | Popolare           |
| Ionmed Esterilización                | Vendita diretta concorrenziale                                                      | 27/07/2007 | Socialista Operaio |
| Izar                                 | Vendita di azioni a Gijón Sestao, Sevilla                                           | 18/07/2006 | Socialista Operaio |
| LM composites                        | Management buyout                                                                   | 14/05/1999 | Popolare           |
| Musini                               | Musini S.A. - gara d'appalto diretta - Musini Vida - Vendita diretta concorrenziale | 27/06/2003 | Popolare           |
| Olcesa                               | Vendita diretta concorrenziale                                                      | 24/05/2002 | Popolare           |
| Productos Tubulares                  | Esecuzione di un previo accordo                                                     | 28/09/1998 | Popolare           |
| Química del Estroncio                | Vendita diretta concorrenziale                                                      | 23/07/2002 | Popolare           |
| Red Eléctrica                        | IPA, Accordo commerciale stipulato                                                  | 23/04/1999 | Popolare           |
| Repsol                               | IPA                                                                                 | 30/01/1997 | Popolare           |
| Santa Bárbara                        | Vendita diretta concorrenziale                                                      | 12/04/2000 | Popolare           |
| Sefanitro                            | IPA                                                                                 | 05/12/1996 | Popolare           |
| Sodical                              | Vendita diretta concorrenziale                                                      | 20/12/1996 | Popolare           |
| Surgiclinic                          | Vendita diretta concorrenziale                                                      | 17/01/1997 | Popolare           |
| Telefónica                           | IPA                                                                                 | 10/01/1997 | Popolare           |
| Telefónica Internacional S.A. (TISA) | Vendita diretta concorrenziale                                                      | 05/09/1997 | Popolare           |
| Trasmediterránea                     | IPA aggiudicato                                                                     | 30/07/2002 | Popolare           |
| Turbo2000                            | Vendita diretta concorrenziale                                                      | 12/12/2003 | Popolare           |
| Weser Engineering                    | Vendita diretta concorrenziale                                                      | 28/04/2006 | Socialista Operaio |